# Diban
Diban (tiếng Ả Rập: ذيبان, cũng đánh vần Thiban hoặc Zeiban) là một thị trấn ở miền đông Syria, một phần hành chính của Tỉnh Deir ez-Zor, nằm dọc theo bờ phía đông của sông Euphrates, phía nam Deir ez-Zor, cách Al-Busayrah 17 km về phía nam km về phía bắc của Asharah. Các địa phương lân cận bao gồm Mayadin ở phía bắc và phía đông, al-Hawayij ở phía đông bắc, Makhan ở phía nam và al-Tayanah ở phía đông nam Theo Cục Thống kê Trung ương Syria, Diban có dân số 9.000 người trong cuộc điều tra dân số năm 2004. Đây là ghế hành chính của một nahiyah ("cấp dưới") bao gồm mười địa phương với tổng dân số 65.079 vào năm 2004.

Diban là trung tâm hành chính của Nahiya Diban của quận Mayadin.

Một phần của Diban nằm trên một ngọn đồi có tên Tell Diban, đây cũng là một địa điểm khảo cổ. Nói với Diban được xác định với thành phố Rummunina cổ đại của Aramean, một dẫn xuất có thể có của từ Aramaic rumman ("lựu"). Thành phố và các cánh đồng xung quanh đóng vai trò là trại trước chiến tranh cho quân đội của vua Assyria Tukulti-Ninurta II trong chiến dịch quân sự cuối cùng của ông vào năm 885 trước Công nguyên. Nhà vua báo cáo rằng Rummunina nằm dọc theo một con kênh của sông Khabur, một nhánh của sông Euphrates. Theo nhà phương Đông người Bỉ Edward Lipinsky, Tell Diban "chắc chắn bị chiếm đóng trong thời đại đồ sắt".
Trong cuộc nội chiến ở Syria, Diban đã bị ISIL chiếm đóng cho đến khi Lực lượng Dân chủ Syria chiếm được thị trấn vào ngày 18 tháng 11 năm 2017 .